# 4-羟基雌二醇
4-羟基雌二醇（英語：4-Hydroxyestradiol，缩写4-OHE2，或称为雌甾-1,3,5(10)-三烯-3,4,17β-三醇）是一种内源性的天然儿茶酚雌激素和雌酮与雌二醇的次要代謝產物，带有一定的雌激素活性。